# Supercoppa UEFA 2010
La Supercoppa UEFA 2010 è stata la trentacinquesima edizione della Supercoppa UEFA.
Si è svolta il 27 agosto 2010 allo stadio Louis II di Monaco, dove si sono affrontate la squadra vincitrice della Champions League 2009-2010, ovvero gli italiani dell'Inter, e la squadra vincitrice dell'Europa League 2009-2010, ossia gli spagnoli dell'Atlético Madrid.

## Partecipanti
| Squadre         | Qualificazione                                   | Partecipazioni precedenti (il grassetto indica la vittoria) |
| --------------- | ------------------------------------------------ | ----------------------------------------------------------- |
| Inter           | Vincitrice della UEFA Champions League 2009-2010 | Nessuna                                                     |
| Atlético Madrid | Vincitrice della UEFA Europa League 2009-2010    | Nessuna                                                     |

## Tabellino
| Arbitro: | Busacca |

|  |           |                      |
|  | Marcatori | 62’ Reyes 83’ Agüero |

| Inter | Atlético Madrid |

| INTER:         |    |                   |       |     |
|                |    |                   |       |     |
| P              | 1  | Júlio César       |       |     |
| D              | 13 | Maicon            |       |     |
| D              | 25 | Walter Samuel     | 90+2’ |     |
| D              | 6  | Lúcio             |       |     |
| D              | 26 | Cristian Chivu    |       |     |
| C              | 5  | Dejan Stanković   |       | 68’ |
| C              | 4  | Javier Zanetti    |       |     |
| C              | 19 | Esteban Cambiasso |       |     |
| A              | 10 | Wesley Sneijder   |       | 79’ |
| A              | 9  | Samuel Eto'o      |       |     |
| A              | 22 | Diego Milito      |       |     |
| Sostituzioni:  |    |                   |       |     |
| P              | 12 | Luca Castellazzi  |       |     |
| D              | 2  | Iván Córdoba      |       |     |
| D              | 23 | Marco Materazzi   |       |     |
| C              | 17 | McDonald Mariga   |       |     |
| C              | 29 | Philippe Coutinho |       | 79’ |
| A              | 27 | Goran Pandev      |       | 68’ |
| A              | 88 | Jonathan Biabiany |       |     |
| Allenatore:    |    |                   |       |     |
| Rafael Benítez |    |                   |       |     |

| ATLÉTICO MADRID:      |    |                    |     |       |
|                       |    |                    |     |       |
| P                     | 13 | David de Gea       |     |       |
| D                     | 17 | Tomáš Ujfaluši     |     |       |
| D                     | 21 | Luis Perea         |     |       |
| D                     | 15 | Diego Godín        |     |       |
| D                     | 18 | Álvaro Domínguez   |     |       |
| C                     | 12 | Paulo Assunção     |     |       |
| C                     | 19 | José Antonio Reyes |     | 69’   |
| C                     | 8  | Raúl García        | 89’ |       |
| C                     | 20 | Simão              | 85’ | 90+1’ |
| A                     | 10 | Sergio Agüero      |     |       |
| A                     | 7  | Diego Forlán       |     | 82’   |
| Sostituzioni:         |    |                    |     |       |
| P                     | 27 | Joel               |     |       |
| D                     | 3  | Antonio López      |     |       |
| C                     | 4  | Mario Suárez       |     |       |
| C                     | 6  | Ignacio Camacho    |     | 90+1’ |
| C                     | 9  | José Manuel Jurado |     | 82’   |
| C                     | 11 | Fran Mérida        |     | 69’   |
| A                     | 22 | Diego Costa        |     |       |
| Allenatore:           |    |                    |     |       |
| Quique Sánchez Flores |    |                    |     |       |

### Statistiche
Primo tempo
|                | Inter | Atlético Madrid |
| -------------- | ----- | --------------- |
| Gol segnati    | 0     | 0               |
| Tiri totali    | 5     | 5               |
| Tiri in porta  | 0     | 0               |
| Possesso palla | 46%   | 54%             |
| Angoli         | 4     | 3               |
| Falli commessi | 6     | 8               |
| Fuorigioco     | 3     | 1               |
| Ammonizioni    | 0     | 0               |
| Espulsioni     | 0     | 0               |

Secondo tempo
|                | Inter | Atlético Madrid |
| -------------- | ----- | --------------- |
| Gol segnati    | 0     | 2               |
| Tiri totali    | 6     | 7               |
| Tiri in porta  | 2     | 7               |
| Possesso palla | 58%   | 42%             |
| Angoli         | 5     | 1               |
| Falli commessi | 6     | 13              |
| Fuorigioco     | 2     | 1               |
| Ammonizioni    | 1     | 2               |
| Espulsioni     | 0     | 0               |

Totali
|                | Inter | Atlético Madrid |
| -------------- | ----- | --------------- |
| Gol segnati    | 0     | 2               |
| Tiri totali    | 11    | 12              |
| Tiri in porta  | 2     | 7               |
| Possesso palla | 52%   | 48%             |
| Angoli         | 9     | 4               |
| Falli commessi | 12    | 21              |
| Fuorigioco     | 5     | 1               |
| Ammonizioni    | 1     | 2               |
| Espulsioni     | 0     | 0               |

Man of the Match:
 José Antonio Reyes (Atlético Madrid)